# Erwin Geschonneck
Erwin Geschonneck (27 de diciembre de 1906 - 12 de marzo de 2008) fue un actor alemán. Su carrera se desarrolló en la República Democrática Alemana, donde fue considerado uno de los actores más famosos de la época.

## Biografía

### Primeros años
Erwin nació en Bartenstein, Prusia Oriental (ahora Bartoszyce, Polonia), hijo de un pobre zapatero. La familia se mudó a Berlín en 1909 así su padre podía trabajar como vigilante nocturno. En 1919, el joven Geschonneck se unió al Partido Comunista de Alemania. Después de la toma del poder nazi en 1933, emigró a la Unión Soviética a través de Polonia, pero fue expulsado en 1938 y se mudó a Praga. Después de la ocupación alemana de Bohemia y Moravia, fue arrestado el 31 de marzo de 1939. Durante la guerra, fue encarcelado en varios campos de concentración. En 1945, Erwin fue uno de los pocos prisioneros que sobrevivieron del hundimiento del Cap Arcona por las Fuerzas aéreas británicas.

### Carrera
Inmediatamente seguido a la guerra, Erwin actuó en teatros en Hamburgo, e hizo su primer debut en el cine en 1947 en In jenen Tagen. Luego se mudó a Berlín Este, donde trabajó con Bertolt Brecht, y se hizo un actor exitoso. La película Jacob, the Liar por Frank Beyer estuvo nominada a Mejor película extranjera en los Premios Óscar en 1975.

### Muerte
Erwin murió en Berlín el 12 de marzo de 2008, a los 101 años.